# Православие в Боснии и Герцеговине

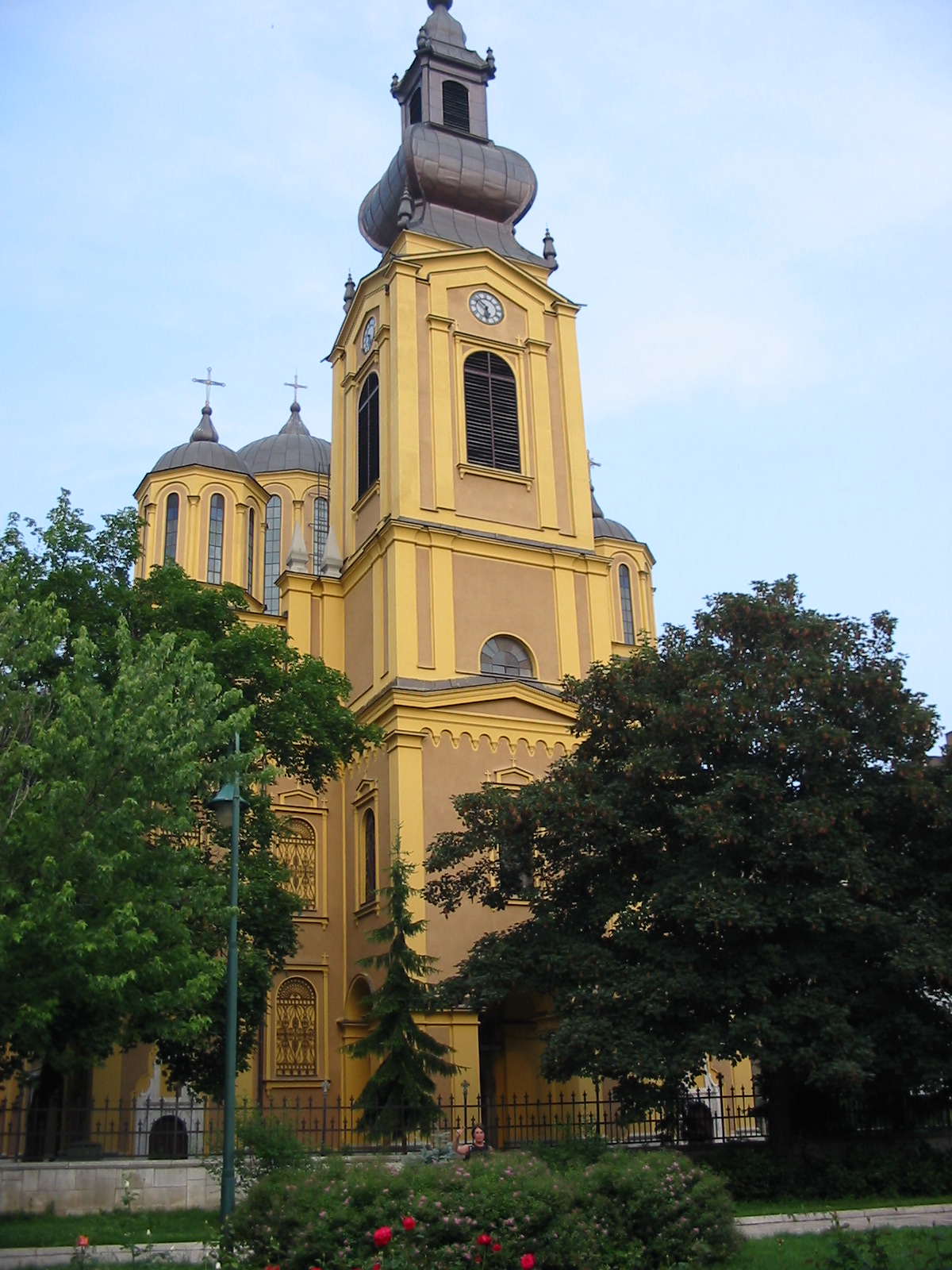
Соборный храм в Сараеве

Православие в Боснии и Герцеговине имеет сложную и противоречивую историю. Собственно христианство распространилось на территории Римской Иллирии ещё во времена поздней античности когда его исповедовали романизированные валахи. Массовое заселение этой горной холмистой местности славянами началось в VII—IX веках. После временных потрясений, вызванных славянскими нашествиями, Византийская империя восстановила контроль над внутренними балканскими регионами, превратившись фактически в православное греко-славянское государство XI—XII веков. Однако, южные славяне Боснии и Герцеговины располагались на периферии империи, на границе с западным (католическим) миром. Из-за постоянных межконфессиональных противоречий после 1054 года, когда западная и восточная православные церкви предали друг друга анафеме, славяне Боснии и Герцеговины, проживающие к тому же в изолированных от друга горных регионах теряют определённый ориентир. Получает распространение так называемая секта богомилов. В 1220 году Святой Савва создал на территории Боснии Дабарскую епархию. Уставшие от религизоных распрей богомилы активно принимают ислам в XV—XVIII веках, во время османского господства. Западные регионы Герцеговины переходят в католичество. Вместе с мусульманскими территориями они образуют современную хорватско-мусульманскую федерацию (51 % территории). А восточные и северо-западные регионы современной БиГ (ныне это территории автономной Республики Сербской или 49 % территории Боснии и Герцеговины), сохраняют православие.

## Межрелигиозные отношения
В 1997 году в Сараево лидерами мусульманской, православной, католической и еврейской общин был создан Межрелигиозный совет Боснии и Герцеговины для использования возможностей регионального межрелигиозного диалога в мирном строительстве.